# District d'Aconibe
Le district d'Aconibe  (en espagnol : distrito de Aconibe) est un district de Guinée équatoriale, constitué par la partie sud-ouest de la Province de Wele-Nzas, dans la région continentale de la Guinée équatoriale. Il a pour chef-lieu la ville d'Aconibe. Le recensement de 1994 y a dénombré 9 065 habitants.